# Lukáš Trefil
Lukáš Trefil (ur. 21 września 1988) – czeski kajakarz. Dwukrotny brązowy medalista olimpijski.
Medale zdobywał w 2012 i 2016 w kajakowej czwórce na dystansie 1000 metrów. Podczas obu startów osadę tworzyli również Daniel Havel, Josef Dostál i Jan Štěrba. Na mistrzostwach świata wywalczył trzy medale. Sięgnął po złoto w kajakowej czwórce na dystansie 1000 metrów w 2014, srebro w 2013 oraz brąz w 2015. Był trzykrotnym złotym medalistą mistrzostw Europy w czwórce na dystansie 1000 metrów, zwyciężając w 2013, 2014 i 2015.